# Marco Borradori
Pour les articles homonymes, voir Borradori.
Marco Borradori, né le 6 juin 1959 à Sorengo (originaire de Gordola) et mort le 11 août 2021 à Lugano, est une personnalité politique suisse, membre de la Ligue des Tessinois.

## Biographie
Il naît le 6 juin 1959 à Sorengo, dans la banlieue de Lugano. Il est originaire d'une autre commune tessinoise, Gordola.
Après sa scolarité au lycée, il poursuit des études de droit à l'Université de Zurich et obtient sa licence en 1983. Il passe le brevet d'avocat et de notaire en 1986.
Il est élu au Conseil national en 1991 sous la bannière de la Ligue des Tessinois, parti créé la même année par Giuliano Bignasca et Flavio Maspoli. Il est également élu à la municipalité de Lugano en 1992, où il dirige le dicastère des entreprises municipales.
En 1995, il est élu au Conseil d'État tessinois, où il prend la tête du département de l'environnement.
Le 14 avril 2013, il est élu syndic de la ville de Lugano,. Il démissionne alors du Conseil national (remplacé par Giuliano Bignasca) et du Conseil d'État (remplacé par Michele Barra).
En juin 2021, sa gestion de l'évacuation et la démolition d'un centre autogéré déclenche une crise politique au Tessin.
Le 10 août 2021, il est victime d'un infarctus lors d'un entraînement sportif à Vezia, dans la perspective de courir le marathon de New York,. Il décède au Cardiocentro de Lugano le lendemain en début de soirée, à l'âge de 62 ans,.